# Malthodes williami
Malthodes williami is een keversoort uit de familie soldaatjes (Cantharidae). De wetenschappelijke naam van de soort werd in 1968 gepubliceerd door Kenneth Fender.